# Máhomfa
Máhomfa (régebben Mahomfa) egykor önálló község, 1978 óta Lenti városrésze.

## Fekvése
Lenti központjától 3,9 kilométerre délkeletre fekvő egyutcás település. Nyugati szélén halad el a Letenye és Lenti között húzódó 7538-as út, belterületét egyébként csak önkormányzati utak érintik. Szomszédai délre 1,3 kilométerre Teskánd (Kerkateskánd településrésze), nyugat-délnyugatra  3,4 kilométerre Gosztola, északnyugatra Lenti, északra 2,7 kilométerre Lentiszombathely, északkeletre pedig 3,1 kilométerre Iklódbördőce.

## Története
Vályi András szerint „MAHOMFA. Magyar falu Szala Várm. földes Ura H. Eszterházy Uraság, lakosai katolikusok, fekszik Lenthihez nem meszsze, és annak filiája, határja középszerű, vagyonnyai nem jelesek.”
Fényes Elek szerint „Mahomfa, magyar falu, Zala vgyében: 164 kath. lak. F. u. h. Eszterházy. Ut. p. A. Lendva.”
1978. december 31-én csatolták Lentihez.

## Népesség
Mintegy 150-en élnek itt.

## Közlekedés
Közúton a 7538-as úton közelíthető meg. Lentiből kerékpárút vezet a faluig.

## Külső hivatkozások
- Búcsú Máhomfán (2014) – YouTube-videó